# درهم‌شکستن محدودیت‌ها
درهم‌شکستن محدودیت‌ها (انگلیسی: Breaking the Limits) یک فیلم زندگی‌نامه‌ای به کارگردانی ووکاش پالکوفسکی است که در سال ۲۰۱۷ منتشر شد. این فیلم دربارهٔ زندگی یرژی گورسکی ورزشکار لهستانی است که پس از سال‌ها اعتیاد به مواد مخدر، به ورزش حرفه‌ای روی می‌آورد و دو مرتبه عنوان «مرد آهنین» را به‌دست‌آورده و قهرمان جهان در ورزش سه‌گانه می‌شود.
این فیلم در چهل و دومین دورهٔ جشنواره فیلم گدنیا برندهٔ ۶ جایزه شد.

## گزیدهٔ بازیگران
- یاکوب گیرشائو
- کامیلا کامینسکا
- آنا پروخنیاک
- آرکادیوش یاکوبیک
- یانوش گایوس
- آرتور ژمیفسکی
- ماگدالنا چلتسکا
- آدام ورونوویچ
- ماتئوش کوشچوکویچ
- توماش کُت
- شیمون پیوتر وارشافسکی